# Gyascutus carolinensis
Gyascutus carolinensis är en skalbaggsart som beskrevs av Horn 1883. Gyascutus carolinensis ingår i släktet Gyascutus och familjen praktbaggar. Inga underarter finns listade i Catalogue of Life.